# Терешковский сельский совет (Сумский район)
Терешковский сельский совет (укр. Терешківська сільська рада) — входит в состав
Сумского района
Сумской области
Украины.
Административный центр сельского совета находится в 
с. Терешковка.

## Населённые пункты совета
- с. Терешковка
- с. Буциково